# Bataille de Maguindanao
Seconde Guerre mondiale
Batailles
Campagne des Philippines
- Formose
- Leyte
- Golfe de Leyte
- Baie d'Ormoc
- Mindoro
- Maguindanao
- Golfe de Lingayen
- Luçon
- Col de Bessang
- Raid de Cabanatuan
- Bataan (1945)
- Manille (1945)
- Corregidor (1945)
- Baguio (1945)
- Raid de Los Baños
- Visayas
- Palawan
- Mindanao
- Jolo
- Davao
- Raid en mer de Chine méridionale

La bataille de Maguindanao ou campagne de Cotabato et Maguindanao (philippin : Labanan sa Maguindanao o Kampanya sa Cotabato à Maguindanao) est l'une des batailles finales de la campagne des Philippines de la Seconde Guerre mondiale. Elle est menée avant le débarquement américain par les forces militaires du Commonwealth philippin et les combattants guérilleros contre les troupes de l'armée impériale japonaise.
Les forces japonaises, comptant environ 1 500 hommes du 166e bataillon d'infanterie indépendant, dans la région de Malabang-Cotabato faisaient partie des troupes de garnison de la 100e division, environ un tiers de Coréens, démoralisés par de mauvais officiers et une attitude défaitiste. Les guérilleros avaient détruit des approvisionnements, fait sauter des ponts et rendu impossible même de petits convois de camions ou de petites patrouilles pendant des mois avant même que leurs opérations offensives directes ne commencent en avril.
Début mars 1945, faisant partie de la force de guérilla du 10e district militaire du colonel Wendell Fertig, la 108e division de guérilla commence à attaquer la garnison japonaise à Malabang avec un soutien aérien de l'US Marine Corps et de l'US Army Air Forces. Le 108e était commandé par le lieutenant-colonel Charles W. Hedges, un officier de l'armée américaine, assisté par des forces de Malabang commandées par un officier australien s'étant échappé de Bornéo, le major Rex Blow. Les éléments du 108e directement impliqués étaient le bataillon expéditionnaire, une partie de la 105e division d'infanterie et la force de milice Moro Maranao qui était sous le contrôle opérationnel de la 108e.
Le 11 avril, les Japonais fuient vers Parang et le 13 avril, le colonel Fertig informe la 8e armée que les forces américaines peuvent débarquer sans opposition à Malabang et Parang, indiquant que les Japonais avaient probablement évacué la région de Cotabato. L'effort de réoccupation coûte aux guérilleros 17 morts et 21 blessés avec peut-être 250 pertes japonaises. Après confirmation par la reconnaissance aérienne de la Marine, les plans précédents ont été modifiés afin qu'un bataillon des forces d'assaut de la 24e division du groupe opérationnel 78.2 aille à terre à Malabang, le reste rejoignant directement à Parang. En dépit de l'affirmation de Fertig, aucun bombardement de rivage ne sera nécessaire. Seul un bombardement précéda les débarquements commençant peu de temps après 07 h 30 le 17 avril.